# Arsène-Hippolyte Rivey
Arsène-Hippolyte-Florent Rivey né le 2 octobre 1838 à Caen et mort le 2 octobre 1903 à Paris est un peintre français.

## Biographie
Fils d’Anne-Élisabeth Cliquet et de Louis-Hippolyte Rivey, relieur de livres au 2, rue Hamon, Arsène-Hippolyte Rivey obtient, après avoir été un bon élève de l’école élémentaire, le premier prix de dessin, en 1854, à l’école municipale de sa ville natale dirigée alors par Guillard. Après avoir travaillé pendant quelque temps dans l’atelier de cet artiste et fait de nombreuses copies au musée, le conseil municipal lui accorde une subvention qui lui permet d’aller continuer ses études artistiques à Paris, où il entre, sur la recommandation de son professeur, dans l’atelier de Picot, membre de l’Institut.
Mis en rapport, par l’intermédiaire de relations de voisinage, avec Chardigny, sculpteur aixois, mais dont le père était rouennais, celui-ci s’intéresse au jeune artiste dont il peut constater chaque jour le travail assidu et les bonnes dispositions. Il fait son buste et, pendant les séances de pose, il lui conseille d’entrer dans l’atelier de Couture, qu’il connaissait particulièrement et auquel il se charge de le recommander. Ce dernier, qui venait d’être décoré et nommé membre de l’Institut, avait déposé ses pinceaux et ne s’occupait que fort peu de son atelier. De plus, s’il n’était pas un élève de David, il était un de ses fervents disciples, ce qui n’était guère dans les idées de Rivey, grand admirateur des peintres flamands, dont il avait souvent copié les œuvres dans le musée de sa ville natale.
À cette époque, Couture est à l’apogée de sa réputation ; car, si son grand tableau de L’Orgie romaine, exposé au Salon de 1847, a donné lieu à de nombreuses critiques, le Fauconnier, qu’il vient de peindre et qu’il a exposé chez Barbedienne, est considéré comme une œuvre irréprochable ; de plus, Napoléon III lui a confié l’exécution d’une œuvre importante : Le Baptême du prince impérial. Le nouveau milieu dans lequel il se trouve n'est pas sans exercer quelque influence sur la manière de faire du jeune artiste. Il s’étudie surtout à donner plus de transparence à ses ombres et plus de relief à ses figures ; quelques portraits, qu’il peint à cette époque, se ressentent de son passage dans l’atelier du maître.
Toutefois, il ne trouve pas là ce qu’il cherche, et lorsqu’en 1860, un élève de Léon Cogniet, Léon Bonnat, ouvre un atelier, il est un des premiers à s’inscrire au nombre de ses élèves car il retrouve dans les œuvres du jeune artiste la hardiesse du dessin, la vigueur du modelé et surtout la couleur brillante de l’école flamande, vers laquelle il s’était senti entraîné dès le début de sa carrière. Il rencontre en Bonnat, non seulement un conseiller bienveillant, mais encore un ami sincère.

En 1861, Rivey expose à Caen trois portraits que Léon Cognet, membre du jury, distingue comme étant d’une excellente facture, et pour lesquels il obtient une médaille d’argent. En 1865, il expose au Salon des Champs-Élysées un fort bon portrait. Il en est de même aux expositions de 1866 et 1868. En 1870, un tableau intitulé Intimité est très remarqué. En 1873, il expose à Paris, puis à Caen, Brenda. Ce tableau, pour lequel il obtient dans cette dernière ville une médaille d’or, représente une saltimbanque en costume de parade, corsage de couleur rouge à manches courtes, jupe blanche, figure aux traits réguliers mais fatigués ; c’est une œuvre dont M. Buret, secrétaire de la Société des beaux-arts, écrit dans son rapport sur l’exposition, reproduisant l’opinion de Charles Blanc, président du jury : 

« L’auteur de ce tableau ne cherche pas la grâce ; son œuvre est empreinte d’une réalité que quelques-uns même trouvent excessive ; mais, à côté de cela, quelles magnifiques couleurs ! Comme la lumière joue sur ces étoffes de soie et fait ressortir les chairs, auxquelles de savants empâtements donnent un relief extraordinaire ! C’est là, sans contredit, une belle œuvre qui fait honneur à M. Rivey, un peintre, on peut le dire, de premier ordre, qui n’a qu’un tort, si nous pouvons laisser échapper ce petit mot de critique, celui de ne pas choisir un sujet moins vulgaire. »

Toutefois, le jeune peintre éprouve une grande déception lorsqu’il apprend que la commission choisie par le conseil municipal afin d’acquérir pour le musée une des meilleures œuvres exposées, a donné la préférence à la Rolande de Céline Dubosc, élève de Charles Chaplin, membre du jury. Rivey vend, sur la recommandation de Charles Blanc, à un amateur un prix beaucoup plus élevé que celui offert par la Ville de Caen son tableau qu’il avait remporté à Paris.
En 1874, il expose le portrait du docteur Le Dentu, que celui-ci, sur le conseil de Bonnat, offre en 1902 au musée des Beaux-Arts de Caen, seul tableau que ce musée conserve de lui. En 1875, il envoie au Salon deux portraits de femme, puis, en 1876, un saint Sébastien, bon tableau d’église, excellente étude d’anatomie ; en 1879 et en 1880, son Portrait de Mme D…, qui lui vaut une médaille de 3e classe. Il prend part ensuite à toutes les expositions jusqu’en 1888, où il obtient une médaille de 2e classe pour un Buveur et le Portrait d’Eugène Berthelon. Enfin, il obtient une médaille de bronze à l'Exposition universelle de 1889 ainsi qu'à celle de 1900.
Vers 1876, il est chargé de peindre un grand médaillon de Poussin pour orner une voussure d’une des salles de l’hôtel de ville de Paris. Il le dessine d’après une maquette modelée exprès par son collègue et ami, Arthur Le Duc, ce qui lui facilite la mise en perspective de son dessin.
Parmi les œuvres intéressantes des dix dernières années de sa carrière, il envoie un Gentilhomme flamand au Salon de 1882 et un Officier de la garde bourgeoise des Pays-Bas au XVIIe siècle au Salon de 1885. Il effectue un voyage en Hollande et en Belgique, visitant les musées de Harlem, de La Haye, d’Amsterdam et d’Anvers, où il peut, réalisant son rêve de jeunesse, admirer les œuvres des grands maîtres flamands et hollandais. De plus, il a l’occasion de trouver à peindre, dans ce pays, plusieurs portraits, dont le prix rémunérateur l’indemnise largement de ses frais de voyage et de séjour.
En 1882, il épouse Marguerite Lemonnier, originaire du Mans, dont la bonté et l’amabilité ont laissé le meilleur souvenir à tous ceux qui l’ont connue. Elle a le goût des arts et s’intéresse tout particulièrement aux travaux de son mari, qui la consulte souvent et tient compte de ses appréciations. Pendant les vingt ans qu’ils passent ensemble, ils auraient été parfaitement heureux, si plusieurs maladies n’étaient venues troubler leur bonheur. Vers cette époque, Rivey fait bâtir à Riva-Bella l’une des premières maisons qui sont édifiées sur cette plage. C’est une habitation modeste, composée d’un simple rez-de-chaussée surélevé de quelques marches au-dessus du sol, entourée de gazons et ornée de quelques fleurs pendant la belle saison ; chaque année il y vient passer ses deux mois de vacances. Mais, plus tard, l’air de la mer étant devenu absolument contraire à la santé de sa femme, il se résigne à s’en défaire et la vend en 1902.
En 1890, bien qu’il eût obtenu de nombreux succès aux Salons des Champs-Élysées, il se sépare de la Société des artistes français pour fonder, avec Ernest Meissonier, Carolus-Duran, Ribot, Prinet, Dagnan-Bouvret, etc., la Société nationale des beaux-arts, pensant que les conditions faites à ses adhérents par la nouvelle compagnie seraient favorables à ses intérêts, en lui permettant d’exposer un plus grand nombre de tableaux. De 1890 jusqu’en 1903, il prend part à toutes les expositions de la Société nationale des beaux-arts par l’envoi de cinq à six toiles à chacune d’elles. Parmi celles qui sont le plus remarquées : en 1895, L’Ordre de départ (époque de Louis XIII) ; en 1896, Une tricoteuse ; en 1899, L’Estampeur ; enfin, en 1903, deux portraits de femme, un portrait d’homme, une Vue du Sacré-Cœur, effet de soleil couchant pris de son atelier de la rue des Martyrs, puis encore deux paysages : Dunes à l’embouchure de l’Orne, et une Vue de Riva Bella, reproduite dans le catalogue illustré.
Dans le commencement de l’année 1903, l’état de santé de sa femme s’aggrave subitement, et commence de donner de sérieuses inquiétudes à ses amis. Après de longues souffrances, elle succombe malgré les bons soins qui lui avaient été prodigués. À partir de ce moment, le caractère de Rivey, qui, quelques semaines avant, avait perdu son frère, changea complètement. La disparition brusque des deux êtres qu’il aimait le plus l’affecte profondément. Il est pris d’un profond découragement et cesse de travailler. Il s’enferme des journées entières dans son atelier et s’abîme dans la contemplation du portrait de sa femme défunte. Alarmés de son état mental, ses amis essaient vainement de l’arracher à ses tristes pensées. Toutefois, comme il s'est résolu de changer de logement, celui qu’il occupait au 12, rue de Navarin, étant trop important pour lui seul, ils espérent que le travail nécessité par le déménagement pourrait lui apporter quelque distraction et atténuer son chagrin, mais il n’en fut pas ainsi, car, rentré chez lui le soir du 2 octobre, il est pris d’un accès de dépression et se suicide, sans que rien eut pu faire pressentir sa fatale résolution. Sa femme de ménage, en entrant dans son appartement le trouve pendu devant le portrait de sa femme placé sur une sorte d'autel, parmi les dentelles et les fleurs.
Par les soins de sa belle-sœur, un service funèbre est célébré dans sa paroisse de Notre-Dame de Lorette. De nombreux amis et collègues accompagnent jusqu’à sa dernière demeure cet artiste de talent, qui venait de disparaître d’une manière si tragique. Il est inhumé à Paris au cimetière de Montmartre, où il repose auprès de ceux qu’il avait tant aimés.

## Œuvres
- Saint Sébastien, 2e moitié du XIXe siècle, Le Mans, musée de Tessé.
- Tête de jeune fille, étude, 4e quart du XIXe siècle, Rouen, musée des Beaux-Arts.
- Tête de turc, étude, 4e quart du XIXe siècle, Rouen, musée des Beaux-Arts.
- Un étudiant hollandais, 2e moitié du XIXe siècle, Le Mans, musée de Tessé.
- La Lettre, 1er quart du XXe siècle, Nantes, musée d'Arts.